# أواميشيراساتو
أواميشيراساتو  هي مدن اليابان، تتبع تشيبا، بلغ عدد سكانها 48٬687  نسمة، في 2017، تبلغ مساحتها 58٫08 كيلومتر مربع.